# 臺灣學生聯合會
臺灣學生聯合會，簡稱臺學聯、學聯或臺灣學聯（NSUT），為臺灣立案之社團法人。由臺灣49所大專校院學生會，以及 1 個青年組織組成，宗旨為彰顯學生改變社會之可能性，成為議題設定者並協助學生組織開展校園共治、社會革新、增進民主自由及深化臺灣主體性之行動。

## 沿革
推動大學法修法的學生團體大學法改革陣線，自2018年以來，即倡議藉由籌組由各校學生會參與之組織，來提升學生在公眾議題上之聲量，並分別於2018年12月2日、12月8日及12月9日在東吳大學城中校區、中興大學及中山大學，召開第一階段學聯北、中、南區籌備會議，經過參與籌備的各校學生會及各青年組織討論後，針對學聯願景、目標、組織及運作達成初步共識。
2019年1月28日，大學法改革陣線在立法院召開第二階段學聯全國籌備會，會後確定成立臺灣學生聯合會，並著手草擬章程。
2019年4月1日，簽署學聯成立合作備忘錄的各校學生會代表，在立法院群賢樓前召開成立記者會，而後於國立臺灣師範大學召開成立大會，通過組織章程並選出臨時理事，由時任輔仁大學學生法庭庭長陶漢當選臨時理事長。

## 組織
根據章程，臺學聯分為會員大會理事會及監事會。

### 會員大會
截至2024年4月1日，臺學聯共有45所大專校院學生會為會員校及1團體會員。

#### 會員列表
| 分區 | 名稱                         | 備註     |
| ---- | ---------------------------- | -------- |
| 北區 | 輔仁大學                     | 會員校   |
| 北區 | 東吳大學                     | 會員校   |
| 北區 | 淡江大學                     | 會員校   |
| 北區 | 中國文化大學                 | 會員校   |
| 北區 | 銘傳大學（桃園校區）         | 會員校   |
| 北區 | 真理大學                     | 會員校   |
| 北區 | 臺北醫學大學                 | 會員校   |
| 北區 | 國立中央大學                 | 會員校   |
| 北區 | 國立臺灣海洋大學             | 會員校   |
| 北區 | 國立陽明交通大學（陽明校區） | 會員校   |
| 北區 | 國立臺灣藝術大學             | 會員校   |
| 北區 | 臺北市立大學                 | 會員校   |
| 北區 | 國立臺灣師範大學             | 會員校   |
| 北區 | 世新大學                     | 會員校   |
| 北區 | 國立政治大學                 | 會員校   |
| 北區 | 國立臺北大學（三峽校區）     | 會員校   |
| 北區 | 國立臺北大學（臺北校區）     | 會員校   |
| 北區 | 元智大學                     | 會員校   |
| 北區 | 國立臺北科技大學             | 會員校   |
| 北區 | 開南大學                     | 會員校   |
| 北區 | 臺灣青年法律人協會           | 團體會員 |
| 中區 | 國立中興大學                 | 會員校   |
| 中區 | 國立彰化師範大學             | 會員校   |
| 中區 | 國立暨南國際大學             | 會員校   |
| 中區 | 國立雲林科技大學             | 會員校   |
| 中區 | 國立聯合大學                 | 會員校   |
| 中區 | 國立虎尾科技大學             | 會員校   |
| 中區 | 國立臺中教育大學             | 會員校   |
| 中區 | 國立臺中科技大學             | 會員校   |
| 中區 | 中國醫藥大學                 | 會員校   |
| 中區 | 亞洲大學                     | 會員校   |
| 中區 | 國立中正大學                 | 會員校   |
| 中區 | 南華大學                     | 會員校   |
| 中區 | 國立嘉義大學                 | 會員校   |
| 南區 | 高雄醫學大學                 | 會員校   |
| 南區 | 國立成功大學                 | 會員校   |
| 南區 | 國立中山大學                 | 會員校   |
| 南區 | 國立高雄大學                 | 會員校   |
| 南區 | 國立金門大學                 | 會員校   |
| 南區 | 實踐大學(高雄校區)           | 會員校   |
| 南區 | 國立高雄師範大學             | 會員校   |
| 南區 | 樹人醫護管理專科學校         | 會員校   |
| 南區 | 國立屏東科技大學             | 會員校   |
| 東區 | 國立宜蘭大學                 | 會員校   |
| 東區 | 國立東華大學                 | 會員校   |
| 東區 | 國立臺東專科學校             | 會員校   |
| 東區 | 國立臺東大學                 | 會員校   |

### 理事會
依據《臺灣學生聯合會組織章程》  第十三條規定由會員選舉產生理事7人，並須保障北、中、南、東四區域各至少有一名團體會員出任理事。臨時理事會廢止前，由臨時理事會代行理事會職權。2019年10月27日，臺學聯在國立成功大學國際會議廳召開第三次會員大會，進行理監事改選。2020年4月12日，臺學聯在國立陽明大學召開第二次會員大會，第一屆理事長陳佑維因階段性任務完成而向理事會提出辭呈，但仍保有常務理事及會員校代表之職務。理事會隨即進行理事長改選，投票結果由朱軒立常務理事當選。
理事會職權如下：
- 審定會員之資格。
- 選舉及罷免共同召集人。
- 議決理事、共同召集人之辭職。
- 聘免工作人員，並送會員大會審議。
- 擬訂年度工作計畫、報告及預算、決算。
- 其他應執行事項。

### 監事會
依據《臺灣學生聯合會組織章程》  第十三條規定由會員選舉產生監事3人。
監事會之職權如下：
- 監察理事會工作之執行。
- 審核年度決算。
- 選舉及罷免常務監事。
- 議決監事及常務監事之辭職。
- 協調會內爭議
- 其他應監察事項。

## 活動

### 聲援被捕在台港生
因反送中運動期間就讀於國立東華大學之港生參與抗議活動被捕而無法到台註冊，其藉由同學向東華大學學生會反映希望可以保留其學籍，獲得各校學生會及臺灣學生聯合會支持，在2019年9月2日時在中央聯合辦公大樓前召開記者會，向陸委會遞交陳情書，陸委會港澳蒙藏處長杜嘉芬接受陳情書並表示將持續與教育部協調，提供必要的協助。

### 929 台港大遊行
臺學聯與臺灣青年民主協會、經濟民主連合、香港邊城青年於2019年9月28日共同主辦929台港大遊行，主張反送中運動五大訴求缺一不可、拒絕一中和平協議、呼籲港府釋放被捕者、呼籲台灣當局制定港澳地區政治難民庇護機制，遊行路線經立法院、西門町、台北車站等人潮眾多之處，主辦單位統計共有10萬人參加是次遊行。

### 2020 學生模擬投票
2019年12月26日至29日，臺學聯主辦2020學生模擬投票，在網路上供大學生及中學生針對總統及政黨票進行模擬投票，同時向各總統、立委候選人及政黨提出10項議題，將其回答供投票同學參考。最終有一萬多名學生投票，並於2019年12月30日邀請主播視網膜開票，其中中華民國總統候選人蔡英文獲得85%的票數，政黨票則由時代力量、民主進步黨及台灣基進各獲得約25%票數。

### 第一屆羅馬競技場生死鬥校際盃
2020年7月11日，臺學聯與反正我很閒合作在公館水岸舉辦主題為「鬥鬧熱」的羅馬競技生死鬥首屆冠軍賽，主題出自新台灣文學之父賴和。臺學聯秘書長陳估熊表示，雖然看起來很荒謬，但對大學生來說是種抒發，也帶有寓教於樂的效果；透過類似鬥毆、競爭的集體活動，培養民族榮譽感，或許是對抗殖民的解方，今年也將大學生詮釋為「躁動的階級」，受過教育，懂得批判，透過行動捍衛社會正義；並表示未來有機會變例行賽事，會再編列詳細規則、培訓賽事裁判。

### 菸防新法急就章，校園菸害難預防記者會
2023 年 3 月 7 日，臺學聯至教育部前召開「菸防新法急就章，校園菸害難預防」記者會。由於立法院於 2023 年三讀通過菸害防制法修正草案，明定大專校院為全面禁菸場所，但在行政院公告新法實施前，教育部便在法律生效前發函給予各大專校院要求全面禁菸，造成許多學校無法適當討論禁菸政策，也無法有效與學生代表溝通，便直接上路，造成許多爭議。臺學聯召開記者會表示，為了提高吸菸年齡撤除吸菸區，反而會讓校園的吸菸者改為吸菸地下化，或在校外抽菸，加上菸味容易四散，無法有效管理，反而會引起吸菸者和非吸菸者不必要的衝突。臺學聯理事長劉曜維表示，短短20天的時間內要去做移除吸菸區，或者是說作為校內法規的修正其實是非常之困難，而且這樣的情況之下也難保說，到底學校這樣的修正或這樣的移除，是否有經過學生代表的一些研議；臺學聯學生權益委員會主任委員馮輝倫亦表示，或許有部分的人會因為政府的法令更加嚴格而減少、遠離抽菸，但另一部份的人則會轉向地下化，造成更多的問題。
對於校園菸害防制政策，教育部綜合規劃司科長林珈夙僅表示：「基於我們維護我們師生健康的這個立場呢，我們是希望說未來能夠朝向能夠無菸校園的這一個，沒有菸害的環境，能夠盡速地來落實推動」。

### 速修大學法記者會
2023 年 3 月 20 日，針對延宕多時的大學法修正草案，臺學聯於教育部前召開「速修大學法」記者會。臺學聯理事長劉曜維表示，大學法卡關的當下，大專校院亂象持續不斷，依現行法規規定僅有 1/10 的學生代表，恐讓學生代表的聲音淪為校務會議的白噪音。在法令不夠明確的情況下，許多學校的行政會議都不會讓學生代表參與。
立法委員范雲就大學法修法議題表示，歐洲國家學生代表比例有 1/3 或 1/5 ，因此當初她提的版本是取平均數1/4，但最後也妥協至各委員共識的1/5，校長團體說國外學生代表沒有如此高比例，根本是在傳播「假消息」，呼籲教育部應該聽到學生的聲音，立即辦理「學生、教師、校長三方座談」，針對大學如何自治一題，開啟師生與校長之間的對話平台。

### 第6屆選舉無效
經時任監事當選人陳裕仁針對該次選舉提出聲明異議主張選舉無效，該屆次亦已被內政部臺內團字第11300502102號函說明本次選舉無效，並輔導該組織重選。

## 迴響

### 教育部立場
2019年4月1日，教育部政務次長劉孟奇出席臺灣學生聯合會成立大會記者會現場時表示，學生團體一方面是教育部的夥伴，在讓高教變得更好這點是目標一致的，但再怎麼做可能會有一些歧異，但他認為，會有更多攜手合作的空間，學生團體另外也是監督教育部的角色，這也是一個民主社會非常正常的事情，對相關意見，也都虛心接受。

### 立法委員態度
2019年4月1日，立法委員吳思瑤及張廖萬堅於臺灣學生聯合會成立大會記者會到場表示支持，並呼籲立法院各黨團完成《私立學校法》及《大學法》相關重要法案的修正。2021年底，臺灣學生聯合會啟動修法拜會，立法委員賴品妤、范雲率先提出法案。2022年4月1日，臺灣學生聯合會舉辦大學法修法論壇，該會期教育文化委員會召委賴品妤公開宣示，希望在她擔任召委的這個會期，與大家一起終結這部懸而未解的修法工程。

### 與臺大學生會的關係
國立臺灣大學學生會並未加入臺學聯，臺大學生會表示「這次由30間組成的台灣學生聯合會，在協助各校學生會學權和校內民主發展，台大是支持的，但台大每年學生會長選舉的複雜度比其他學校更高，校內也有由已考取司法官的法學院研究生擔任「學生法院」的法官，因此也無學聯提供的學聯法院的需求，綜合評估之下，台大無加入學聯的規劃，未來學聯若有關各大專院校校內學權推動，和學生會對於社會議題的表態，在實質行動與串連上，台大學生會不會缺席，也盼社會各界看到台灣邁向民粹、反建制的社會氛圍之時，學生站出來團結的勇氣。」任內決定不參加臺學聯的時任會長吳奕柔，於卸任後以個人身分參與臺學聯。

## 外部連結
- 臺學聯官方網站 （页面存档备份，存于）
- 臺灣學生聯合會的Facebook專頁